# Kneriidae
Kneriidae – rodzina małych, słodkowodnych ryb piaskolcokształtnych (Gonorynchiformes).

## Zasięg występowania
Afryka tropikalna i Nil.

## Cechy charakterystyczne
Mały otwór gębowy w położeniu końcowym lub dolnym. Szczęka wysuwalna. 6–9 promieni w płetwach brzusznych. U Kneria i Parakneria ciało jest pokryte łuską cykloidalną i występuje linia boczna. Ciało pozostałych jest nagie i bez linii bocznej. Najdłuższe ciało, około 15 cm, osiąga Parakneria marmorata.

## Klasyfikacja
Do Kneriidae zaliczane są rodzaje:
Cromeria – Grasseichthys – Kneria – Parakneria
Rodzajem typowym jest Kneria.